# Simona Ventura

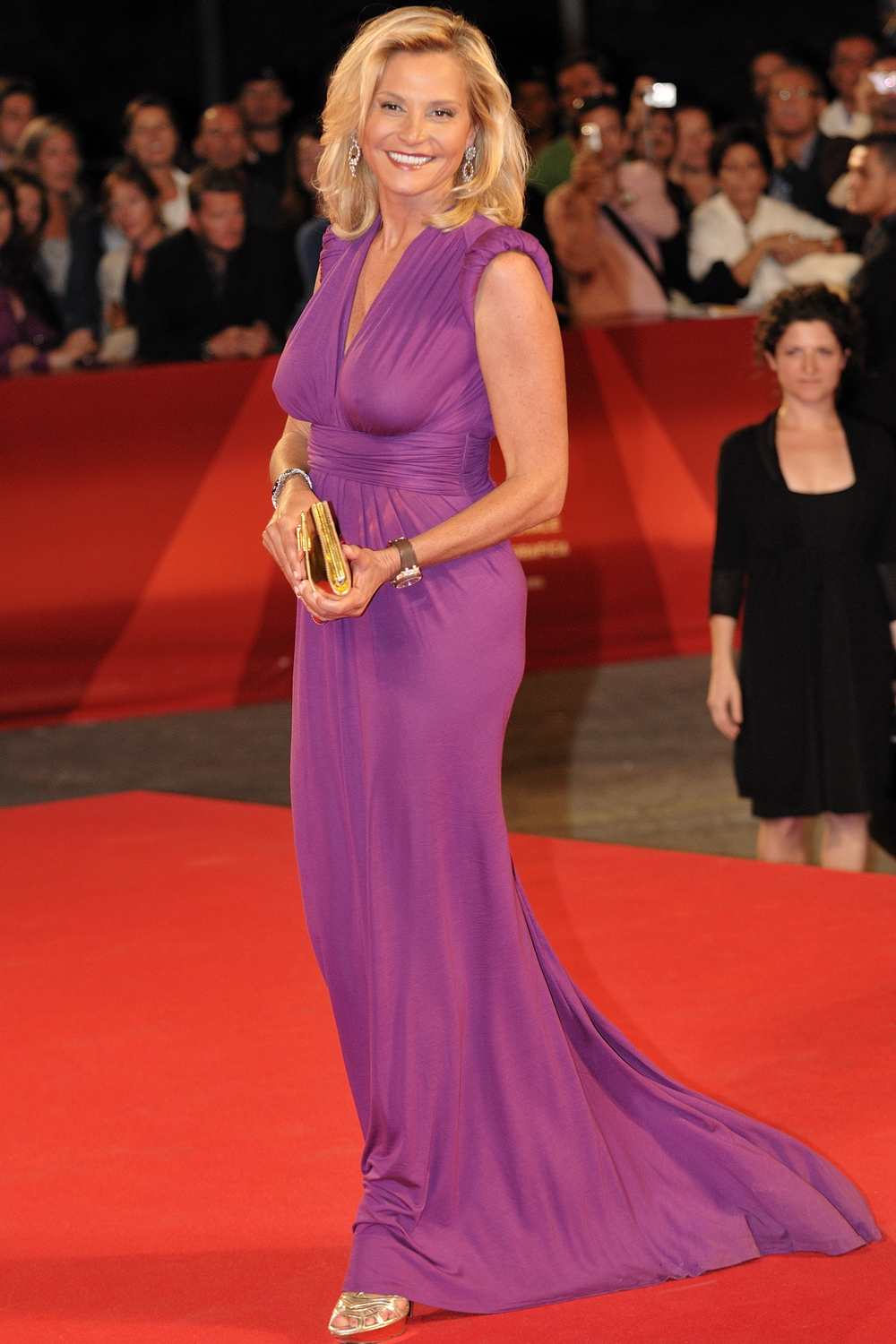
Simona Ventura 2009

Simona Ventura (* 1. April 1965 in Bentivoglio (Emilia-Romagna)) ist eine italienische Journalistin und Fernsehmoderatorin.

## Leben
Ihre Jugend verbrachte sie in Turin, wo sie in ihrer Kindheit mit ihren Eltern hingezogen war. In ihren frühen Jahren nahm sie an Skirennen und an Schönheitswettbewerben teil. Mit der Wahl zur Miss Muretto erreichte sie 1987 ihren ersten Erfolg. Im Jahr darauf vertrat sie Italien beim Miss-Universe-Wettbewerb und erreichte dort den vierten Rang. Parallel dazu machte sie bei einem kleinen privaten Lokalsender ihre beruflichen Anfänge im Fernsehen und nahm zudem als Teilnehmerin auch mehrere Male an national bekannten Quizsendungen teil.
Ihr eigentliches Fernsehdebüt auf nationaler Ebene erfolgte 1988 als Showgirl in der Sendung Domani Sposi von Giancarlo Magalli auf Rai Uno. Nach einem Zwischenhalt bei Telemontecarlo, wo sie in Sportsendungen mitmoderierte, war sie 1992 in Pippo Baudos Moderationsteam der Sonntagnachmittagssendung Domenica In. Danach war sie hauptsächlich in der Sportsendung Domenica Sportiva tätig.
1993 wechselte Simona Ventura zum Privatkonkurrenten Mediaset, wo sie auf Italia 1 zusammen mit anderen Moderatoren bis 1997 die Sendung Mai dire gol moderierte. Während ihrer Zeit bei Mediaset moderierte sie in verschiedenen Unterhaltungssendungen mit, insbesondere in Le iene, einer populär gewordenen Sendung, in der neben Satirebeiträgen und Gags auch investigativer Journalismus betrieben wird.
2001 kehrte sie zum Staatssender RAI zurück und moderiert seither auf Rai Due die von Fabio Fazio populär gemachte Sendung Quelli che il calcio…. Unter ihrer Leitung wurde das Konzept der Sendung geändert, wobei die sportliche Analyse der Fußballspiele sowie der kulturelle Teil innerhalb der Sendung zu Gunsten von Unterhaltung, Satirebeiträge und Showeinlagen in den Hintergrund gerückt wurden.
Parallel dazu moderierte sie im Verlauf der Jahre zahlreiche weitere Sendungen. Ihr erster wirklicher Publikumserfolg gelang ihr 2002 mit der Moderation der ersten Staffel der Reality Show L’isola dei famosi, die italienische Version von Celebrity Survivor!, bei dem sie acht Staffeln moderierte. In der Zwischenzeit moderierte sie 2004 die 54. Ausgabe des Sanremo-Festivals, das jedoch unter anderem wegen der Abwesenheit der Major-Labels hinter den Erwartungen blieb. Daneben moderierte sie 2005 und 2006 auch die zweite und die dritte Staffel der Reality-Show Music Farm. Zudem war Simona Ventura von 2008 bis 2009 sowie von 2011 bis 2013 Jurorin der Castingshow X Factor.

## Auszeichnungen
Im Verlaufe ihrer beruflichen Laufbahn wurde Simona Ventura bis 2009 insgesamt sechs Mal mit dem Telegatto und fünf Mal mit dem Premio Regia Televisiva ausgezeichnet.

## Privates
Simona Ventura ist Mutter von zwei Kindern und war seit 1998 mit dem ehemaligen Fußballspieler und heutigem Showman Stefano Bettarini verheiratet. Das Paar trennte sich 2004, arbeiteten jedoch von 2009 bis 2011 in der Sendung „Quelli che il calcio...“ zusammen.
Im Jahr 2024 heiratete sie den Journalisten und Fernsehmoderator Giovanni Terzi.